# Colored Mona Lisa
Colored Mona Lisa est une sérigraphie sur toile du peintre américain Andy Warhol réalisée en 1963. La peinture, qui représente La Joconde de Léonard de Vinci, est vendu pour 56,2 millions de dollars chez Christie's en 2015.

## Description
La Joconde de Léonard de Vinci est devenue l'une des peintures les plus reconnaissables au monde depuis sa création en 1503. Un premier détournement de l'œuvre est réalisé par Marcel Duchamp en 1919 avec son œuvre L.H.O.O.Q. et un second est réalisé par Salvador Dali en 1954 nommé Autoportrait en Mona Lisa. En 1963, le tableau fait un de ses rares voyages transatlantiques depuis Paris pour être exposé à la National Gallery of Art à Washington D.C. et au Metropolitan Museum of Art à New York.
Andy Warhol, artiste majeur du mouvement pop art, est un passionné de pop culture. En réponse à la tournée américaine de La Joconde, Warhol crée sa propre représentation multicolore, Colored Mona Lisa. Il s'agit d'un exemple précoce de ses talents dans l'art de lier inextricablement les beaux arts et la culture de consommation. Le conservateur du Metropolitan Museum of Art, Henry Geldzahler a l'idée du tableau et la reproduction source de l'œuvre est tirée d'une brochure publiée par le musée.
En mai 2015, le tableau de Warhol est vendu 56,2 millions de dollars lors de la vente d'art d'après-guerre et d'art contemporain de Christie's, dépassant ainsi son estimation haute de 35 millions de dollars.
Warhol est obsédé par le culte aux célébrités. C'est pourquoi il choisit de réaliser cette peinture. En effet, Mona Lisa est l’une des images les plus emblématiques de l’histoire, il décide de lui dédier une partie de ses œuvres. Mona Lisa apparait dans plusieurs de ses travaux, reproduite en plusieurs tailles et couleurs. Les pièces telles comme Colored Mona Lisa sont rattachées à la consommation de masse.

## Particularités
La série Mona Lisa est majoritairement composée de portraits simples ou doubles grandeur nature qui couvrent tout le plan de l’image. La nature cinématographique de la plupart des travaux de Warhol à l’époque est reproduite dans Colored Mona Lisa couplée à la grille ordonnée de répliques en noir et blanc du célèbre tableau de Thirty Are Better Than One.
Bien que Colored Mona Lisa ne soit pas la première œuvre d’art dans laquelle Warhol utilise des encres de sérigraphie colorées, elle représente un changement dans l’intérêt de l’artiste pour l’image visuelle. Jusqu’à ce moment, il utilise la couleur de manière réaliste, comme en témoignent ses peintures de Marilyn de 1962. Dans Colored Mona Lisa, il utilise les quatre pigments qui composent le modèle de couleur CMJN, qui constitue la base de toute impression commerciale contemporaine.